# Хронологическая таблица статутов
Хронологическая Таблица статутов (Chronological Table of the Statutes) представляет собой хронологический перечень нормативных актов, принятых парламентом Англии в 1235–1706 годах, парламентом Великобритании в 1707–1800 годах, парламентом Соединенного Королевства начиная с 1801 года, а также акты старого парламента Шотландии (до 1707 г.) и современного шотландского парламента (с 1999 г.). 
Также в хронологической таблице статутов представлены акты, принятые Национальным собранием Уэльса (с 2008 г.) и генеральным синодом Англиканской церкви (с 1920 г.). В хронологической таблице не представлены:
- персональные и местные законы;
- законы, принятые старым парламентом Ирландии (до 1800);
- законы, принятые в парламенте Северной Ирландии в 1921-1972;
- меры, принятые Ассамблеей Северной Ирландии в 1973-1974;
- законы  принятые современной Ассамблея Северной Ирландии с 1999 года.

Хронологическая таблица статутов была впервые опубликована в 1870 году и с тех пор регулярно переиздаётся.